# Cortinarius cinnamoviolaceus
Cortinarius cinnamoviolaceus är en svampart som beskrevs av M.M. Moser 1968. Cortinarius cinnamoviolaceus ingår i släktet Cortinarius och familjen spindlingar.   Inga underarter finns listade i Catalogue of Life.